# ExpoZebu
ExpoZebu é uma feira de exposição agropecuária realizada anualmente em Uberaba, Minas Gerais, promovida pela Associação Brasileira dos Criadores de Zebu (ABCZ) e sediada no Parque Fernando Costa, entre os meses de abril e maio.
Reconhecida como a maior feira dedicada à pecuária zebuína, reúne exposições de animais, atividades técnicas e comerciais voltadas à seleção genética, difusão de tecnologias e integração entre criadores e instituições. Também recebe delegações estrangeiras e integra o calendário oficial do agronegócio nacional.

## Histórico
O uso de gado zebuíno no Brasil expandiu-se no final do século XIX, com a introdução de raças originárias da Índia, adaptadas ao clima tropical, especialmente na região do Triângulo Mineiro.
Em 1911, Uberaba sediou a primeira feira com animais zebuínos. Em 1918, foi criado o Herd Book Zebu (HBZ), destinado ao registro genealógico. Durante os anos 1920, a escassez de importações levou ao cruzamento local de raças como Guzerá, Nelore e Gir, culminando na formação da raça Indubrasil, em 1928.
Em 1934, o HBZ foi incorporado à recém-criada Sociedade Rural do Triângulo Mineiro (SRTM), que organizou, em 1935, a primeira edição da feira. Nessa ocasião, o presidente Getúlio Vargas instituiu os Livros de Registro Genealógico e delegou sua gestão à SRTM.  Em 1941, foi inaugurado o Parque Fernando Costa, como a sede da feira, recebendo o nome em homenagem a Fernando de Sousa Costa.
Na década de 1940, com a valorização da raça Nelore, intensificaram-se os estudos genéticos, realizados na Fazenda Experimental Getúlio Vargas, inclusive com a utilização de técnicas de inseminação artificial. Em 1967, a SRTM foi sucedida pela ABCZ, que passou a administrar registros, exportações e programas de melhoramento. Posteriormente, o Parque foi ampliado com pavilhões, auditórios e recintos.
Em 2024, a feira foi incluída nos critérios de reconhecimento do Geoparque Uberaba pela UNESCO. Conforme a ABCZ, mais de 600 mil animais eram registrados por ano, totalizando mais de 12 milhões de exemplares em 2025.

## Estudo zootécnico
A ExpoZebu é utilizada como espaço de divulgação de práticas zootécnicas aplicadas ao melhoramento genético. A programação inclui julgamentos técnicos, concursos, leilões, seminários e provas de desempenho. Dados do Programa de Melhoramento Genético de Zebuínos (PMGZ), mantido pela ABCZ, são apresentados ao público especializado.
São adotadas técnicas como inseminação artificial, transferência de embriões e testes de DNA. Também são promovidas parcerias com programas como o Pró-Genética, realizado entre 2006 e 2007.
A feira abriga ainda ações de formação, como a parceria com as Faculdades Associadas de Uberaba (Fazu), que utiliza o evento como espaço de aprendizagem prática para estudantes das áreas de Zootecnia, Agronomia e Medicina Veterinária.